# Marc Muniesa
Artikeln följer den spanska namnseden; faderns efternamn är Muniesa och moderns efternamn Martínez.
Marc Muniesa Martínez, född 27 mars 1992 i Lloret de Mar, Katalonien, är en spansk fotbollsspelare som spelar för Girona, på lån från Stoke City. Han spelar huvudsakligen som mittback. 
Han spelade i FC Barcelona B från 2009, och hoppade in i A-laget från 2009.
Den 11 augusti 2017 lånades Muniesa ut till Girona över säsongen 2017/2018.